# Cimetière de Nymphenburg
Le cimetière de Nymphenburg (Nymphenburger Friedhof) est  un petit cimetière situé en Allemagne à Neuhausen-Nymphenburg (secteur de Munich), rue Maria-Ward. Ce cimetière n'est plus ouvert aux nouvelles inhumations ; seuls les défunts dont une sépulture familiale existe déjà peuvent s'y faire enterrer.
C'est un petit cimetière idyllique qui invite à la visite; il est proche du jardin botanique de Nymphenburg, de la Menzinger Strasse et du parc du château de Nymphenbourg. Parfois, des visites guidées ont lieu en petits groupes sous la direction d'experts.
Quelques personnalités y sont inhumées comme Eugen Roth, Eugen Jochum ou Bernhard Wicki. On y trouve aussi le carré commun des sépultures des religieuses dites « demoiselles anglaises » (Englische Fräulein) de la congrégation de Maria Ward. Le couvent et l'école de la congrégation se trouvent juste à côté.

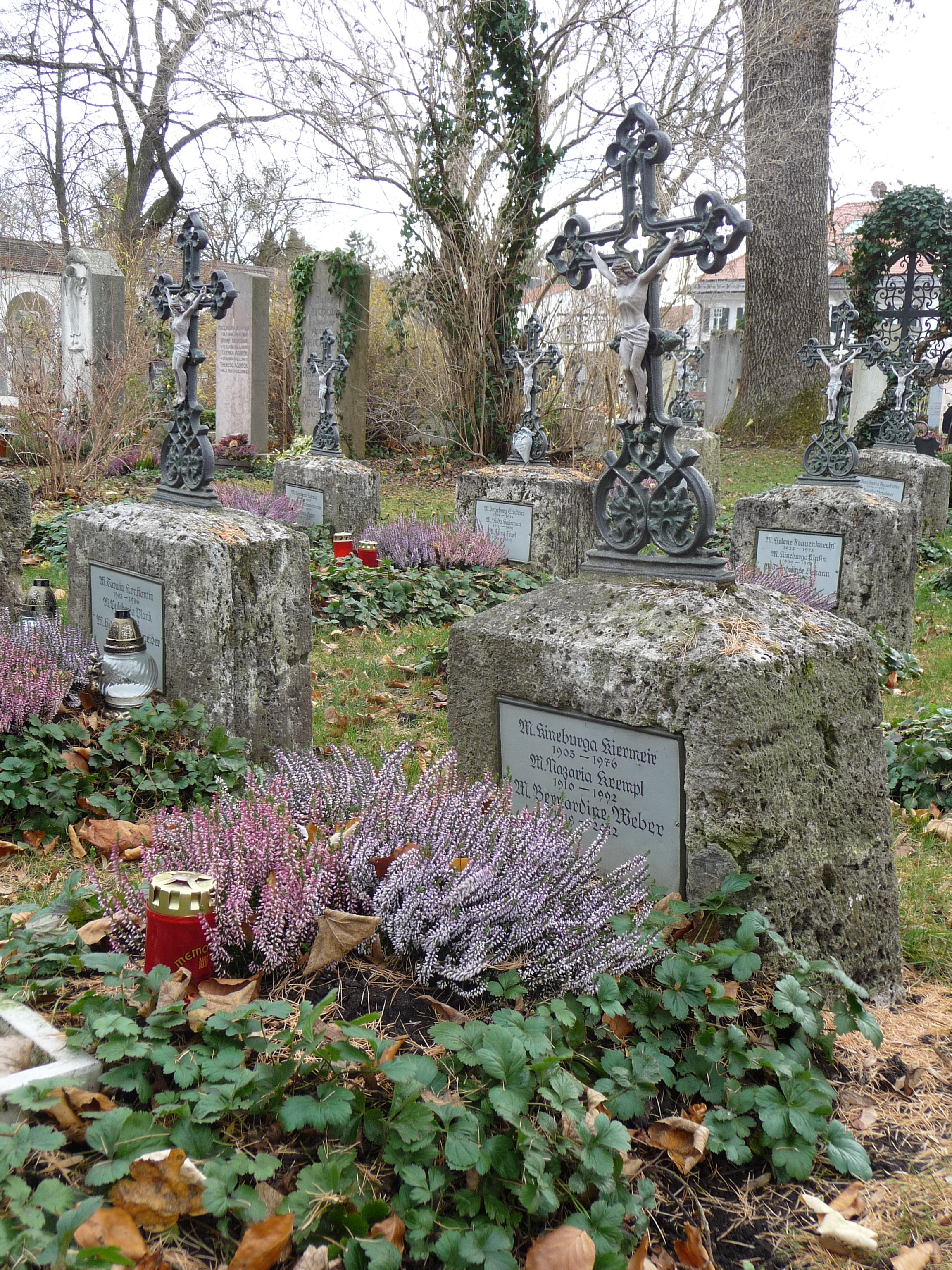
Sépultures dans le carré commun de la Congrégation de Jésus. Au premier plan, la sépulture de la sculptrice Bernardine Weber.

## Personnalités inhumées
- Elisabeth Castonier (1894-1975), femme de lettres
- Heinz Friedrich (1922-2004), éditeur et essayiste
- Eugen Jochum (1902-1987), chef d'orchestre
- Ruth Leuwerik (1924-2016), actrice
- Josef Maß (1936-2006), prêtre et historien de l'Église
- Eugen Roth (1895-1976), homme de lettres
- Hans Schürer (1911-1996), photographe
- Ludwig Waldleitner (1913-1998), producteur de films
- Bernardine Weber (1919-2012), religieuse et sculptrice
- Bernhard Wicki (1919-2000), cinéaste